# Jan Dahlgren
Jan Dahlgren, född 19 februari 1947, är en svensk höjdhoppare och friidrottare. Han tävlade för Westermalms IF, KA2 IF, Turebergs IF och Österhaninge IF. Han utsågs 1967 till Stor grabb nummer 239 i friidrott.

## Främsta meriter
Jan Dahlgren var svensk rekordhållare i höjdhopp åren 1971 till 1974. Han vann två SM utomhus och fem inomhus.

## Idrottskarriär (höjdhopp)
Dahlgren vann sitt första SM-tecken i höjd inomhus år 1967 (på 2,12).
Under inomhussäsongen 1969 deltog Dahlgren vid de inofficiella europamästerskapen (European Indoor Games) i Belgrad och där kom han nia. Han vann även SM inomhus detta år, på 2,11.
Vid det första officiella inomhus-EM i Wien 1970 kom han tolva i höjd. Även denna säsong vann han SM-guld, denna gång på 2,13.
Vid inomhus-EM 1971 kom han åter tolva.
Den 10 juni 1971 i Stockholm slog Dahlgren Bo Jonssons och Kenneth Lundmarks svenska rekord 2,18 genom att ta 2,19. Han förbättrade rekordet ytterligare fem dagar senare med ett hopp på 2,20 (också i Stockholm). Dahlgren vann SM i höjdhopp detta år på 2,14.
Jan Dahlgren deltog vid inomhus-EM även 1972, och denna gång tog han en fjärdeplats. SM vann han på 2,22.
Utomhus fortsatte 1972 som 1971. Den 1 juni förbättrade Dahlgren i Handen rekordet till 2,21, och den 8 juni hoppade han i Helsingfors 2,22. Rekordet förlorade han 1974 till Rune Almén som först tangerade det och sedan slog det. 
Jan Dahlgren vann även SM detta år, 1972, denna gång på 2,16. Han deltog även i OS, där han kom elva.
Dahlgren deltog vid inomhus-EM även 1973 och 1974, och kom härvid femma resp. nia. Han vann SM inomhus en sista gång 1973, på 2,14.